# Campo de Marte (Roma)
En la Antigua Roma llamaban Campo de Marte (latín, Campus Martius; italiano, Campo Marzio) a un terreno que se extendía al norte de las Murallas Servianas edificadas por el sexto rey de Roma Servio Tulio. El terreno estaba limitado al sur por el Capitolio y al este por la colina Pinciana o monte Pincio. El resto estaba rodeado por el río Tíber que en ese espacio describía un gran meandro.
Se llamaba Campo de Marte porque desde época muy antigua existía allí un altar dedicado al dios Marte, mencionado en las leyes atribuidas a Numa Pompilio, segundo rey de Roma después de Rómulo. En el año 388 a. C., el tribuno consular Tito Quincio Cincinato Capitolino, colaborador del cónsul Marco Furio Camilo, erigió un nuevo templo a este dios para cumplir con un voto hecho en el periodo de la terrible invasión de los galos.

## Historia

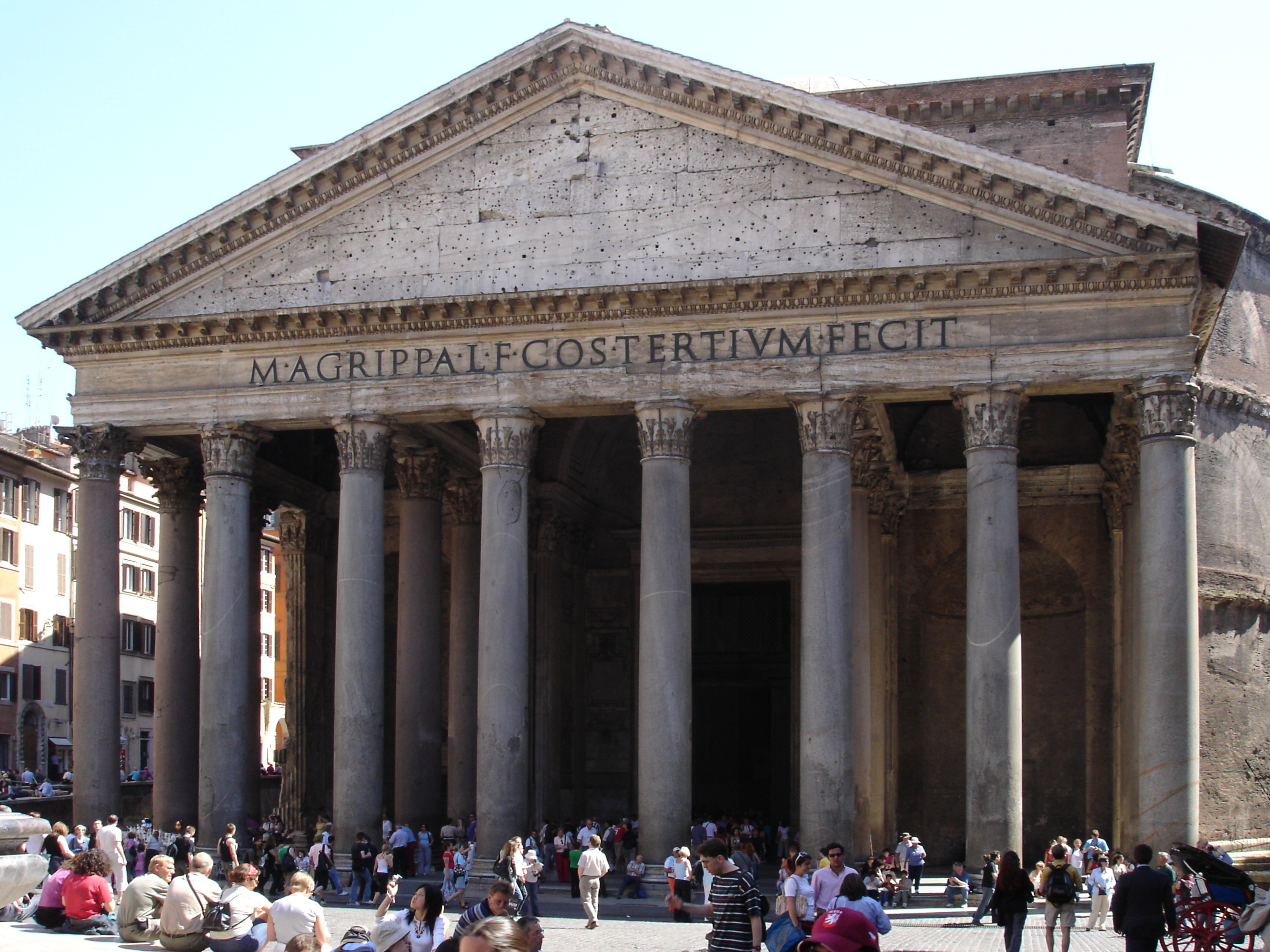
El Panteón, importante monumento del Campo de Marte desde la Antigua Roma.

En la época de la República, el Campo de Marte servía como lugar de esparcimiento y de usos militares. Allí acampaban los ejércitos en espera de que los generales pudieran celebrar el triunfo. Hasta ese momento, tenían que aguardar sin poder traspasar las Murallas servianas. A veces pasaban algunos días hasta la celebración, pero se dieron casos en que el tiempo se alargó bastante.
Según Plutarco, los bienes de Tarquinio el Soberbio fueron nacionalizados y "arrasados" por considerarse indignos para el pueblo romano. Una de sus propiedades se consagró con el nombre de campo de Marte, dedicado precisamente al dios Marte. La nacionalización de estos bienes se atribuye al tercer cónsul de la república romana, Publio Valerio Publícola.
El Campo era aprovechado para efectuar ejercicios militares y de instrucción y para hacer ejercicio físico de cualquier índole. Los muchachos jóvenes acudían allí casi a diario para realizar su gimnasia. Se celebraban también carreras de carros, de manera informal, como entrenamiento. Allí estaban ubicadas las cuadras de los caballos que corrían en las competiciones. Había mercados de plantas y parques públicos para solaz de las gentes. Además se celebraban en aquel lugar las asambleas de comitia Centuriata, que convocaban a la gente por clases, determinadas por la certificación de sus medios económicos. El lugar de reunión era conocido como la saepta.
En el centro del meandro del Tíber se encontraba la poza Trigarium, un lugar público donde se podía ir a nadar. Hacia el sur de esta poza estaban los manantiales de agua mineral termal con propiedades curativas llamados Tarentum. Una gran arteria cruzaba el Campo de Marte en dirección al puente Mulviano (o Mulvio), llamada en un primer tramo Via Lata, actual Carrera de Humberto (Corso Umberto) y después Via Flaminia; perpendicular a ella estaba la Via Recta.
Plinio el Viejo (ca. 100-59 a. C.) en su Historia Natural (Libro XXXVI, Capítulo XIV) relata la historia del reloj solar en forma de obelisco que el emperador Augusto hizo construir en el Campo de Marte, el denominado Reloj Solar de Augusto.
En el siglo V a. C. y a raíz de una epidemia de peste se edificó en el Campo de Marte un templo al dios Apolo, a quien se consideraba dios protector de la salud, cuando todavía no habían adoptado los romanos al dios griego Asclepio como Esculapio. Apolo era también un dios extranjero por lo que el templo debía construirse fuera de las murallas de la ciudad, según dictaban las leyes. Se llamó Templo de Apolo Médico Purificador. En este templo se custodiaban numerosas obras de arte traídas de Grecia. En la actualidad solo queda el basamento de 4 metros de altura, debajo de la iglesia moderna de Santa María en Campitelli. Augusto mandó edificar otro templo mayor en mármol, en el Palatino, en el año 28 a. C.

### Construcción de edificios
Con el tiempo, este espacio abierto que servía de esparcimiento fue llenándose de edificios cuando Roma empezó a ensanchar por allí. En la época imperial se construyeron tiendas elegantes en el primer trayecto que iba desde el Foro al Campo, frente a los saepta. Eran tiendas muy atractivas para la gente rica donde podían comprar desde simples chucherías hasta esclavos de lujo. En excavaciones hechas recientemente se descubrió el gran reloj solar de Augusto.
Otros edificios importantes fueron surgiendo en el espacio abierto, los cuales describió con gran entusiasmo el geógrafo Estrabón (siglo I a. C.), así como las modificaciones hechas por Pompeyo, Julio César y Augusto:
- Teatro de Marcelo.
- Ara Pacis. Sobre sus restos se construyó el palacio Ottobuoni Fiano.
- Reloj Solar de Augusto.
- Mausoleo de Augusto (o de los Julios) que solo presenta unas ruinas poco atractivas. Estrabón lo describió como una colina cubierta de árboles hasta la cima, con la estatua en bronce de César Augusto.
- Termas de Nerón, grandiosas.
- Panteón de Agripa. En la actualidad está rodeado de calles y casas, conservado como una inigualable reliquia que los romanos llamaron “la Rotonda”.
- El Estadio Domiciano es hoy la plaza Navona.
- Crematorio imperial.
- Saepta Julia.
- Templo de Isis y de Serapis.
- Teatro de Pompeyo.

## En la actualidad

Emblema del IV distrito de Roma llamado Campo de Marte.

El Campo de Marte es uno de los 22 rioni de la ciudad de Roma. La nomenclatura administrativa lo designa como R.IV. Todos los monumentos están sepultados o confundidos entre las construcciones modernas.